# Petra Marklund

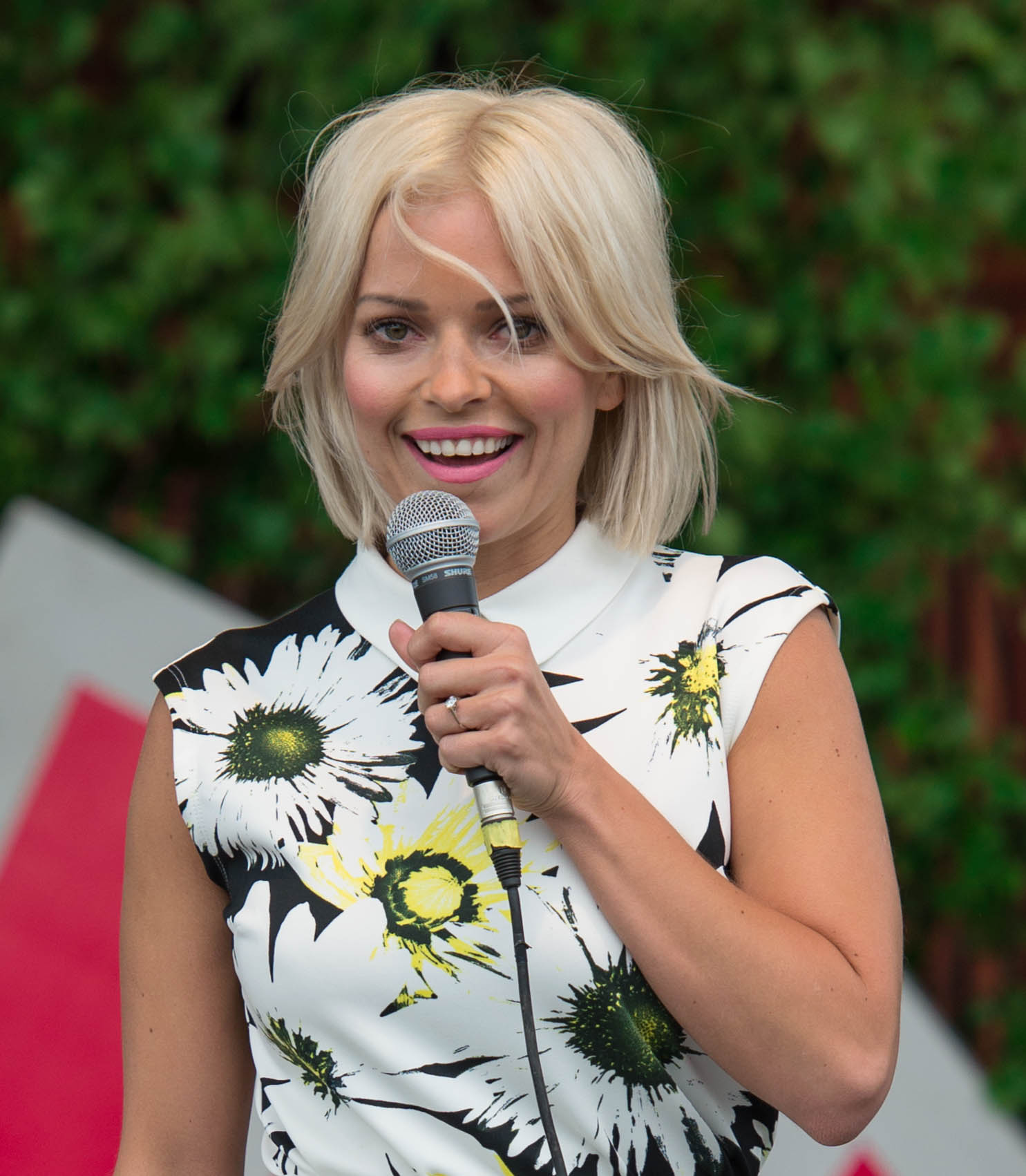
Petra Marklund in Stockholm (2015)

Petra Linnea Paula Marklund (* 12. September 1984 in Stockholm), früher bekannt unter dem Künstlernamen September, ist eine schwedische Sängerin.

## Leben und Karriere
Petra Marklund unterschrieb ihren Plattenvertrag 2003 und brachte ihre Debütsingle La La La (Never Give It Up) unter dem Künstlernamen September mit großem landesweitem Erfolg heraus. Auch die Nachfolge-Singles We Can Do It und September All Over aus dem Album September waren alle Hits.
Ende 2006 wurde die Single Satellites aus dem Album In Orbit auch in Deutschland veröffentlicht.
Am 1. September 2007 nahm September für Schweden am Sopot Festival in Polen teil und erreichte den dritten Platz.
Für das fünfte Schiller-Album Sehnsucht (2008) sang September als Gastkünstlerin die Vocals für den Song Breathe ein.
2008 veröffentlichte September ihr zweites europaweites Album Dancing in Orbit. Es beinhaltet Songs aus ihren Alben Dancing Shoes und In Orbit. Die erste Single aus dem Album ist die Wiederveröffentlichung Cry for You, die auf dem Bronski-Beat-Hit Smalltown Boy (1984) basiert.
Seit 2012 tritt sie unter ihrem bürgerlichen Namen Petra Marklund auf und fokussiert sich seither auf Lieder in schwedischer Sprache. Ihre erste Single Händerna mot himlen unter neuem Namen wurde ein großer Erfolg in ihrer Heimat, sie stieg sofort auf Platz 1 in der digitalen Verkaufsliste. Das Lied war über ein Jahr ununterbrochen in den Top 10 der Hitparade Svensktoppen vertreten.
Im Sommer 2014 und 2015 moderierte Marklund das Programm Allsång på Skansen.

## Diskografie

### Studioalben
| Jahr | Titel            | Höchstplatzierung, Gesamtwochen, AuszeichnungChartsChartplatzierungen (Jahr, Titel, Platzierungen, Wochen, Auszeichnungen, Anmerkungen) | Anmerkungen                                                |
| Jahr | Titel            | SE | Anmerkungen                                                |
| ---- | ---------------- | --- | ---------------------------------------------------------- |
| 2004 | September        | SE36 (6 Wo.)SE | Erstveröffentlichung: 11. Februar 2004                     |
| 2005 | In Orbit         | SE17 (6 Wo.)SE | Erstveröffentlichung: 26. Oktober 2005                     |
| 2007 | Dancing Shoes    | SE12 (5 Wo.)SE | Erstveröffentlichung: 26. September 2007                   |
| 2011 | Love CPR         | SE1 ×2Doppelplatin · (41 Wo.)SE | Erstveröffentlichung: 14. Februar 2011                     |
| 2012 | Inferno          | SE1 Platin · (38 Wo.)SE | Erstveröffentlichung: 17. Oktober 2012 als Petra Marklund  |
| 2015 | Ensam inte stark | SE11 (3 Wo.)SE | Erstveröffentlichung: 13. November 2015 als Petra Marklund |

### Kompilationen
| Jahr | Titel                   | Anmerkungen                             |
| ---- | ----------------------- | --------------------------------------- |
| 2008 | September               | Erstveröffentlichung: 26. Februar 2008  |
| 2008 | Dancing in Orbit        | Erstveröffentlichung: 8. Mai 2008       |
| 2008 | Gold                    | Erstveröffentlichung: 14. November 2008 |
| 2009 | Cry for You – The Album | Erstveröffentlichung: 2. August 2009    |

### Singles
| Jahr | Titel Album                           | Höchstplatzierung, Gesamtwochen, AuszeichnungChartplatzierungen (Jahr, Titel, Album, Platzierungen, Wochen, Auszeichnungen, Anmerkungen) | Höchstplatzierung, Gesamtwochen, AuszeichnungChartplatzierungen (Jahr, Titel, Album, Platzierungen, Wochen, Auszeichnungen, Anmerkungen) | Höchstplatzierung, Gesamtwochen, AuszeichnungChartplatzierungen (Jahr, Titel, Album, Platzierungen, Wochen, Auszeichnungen, Anmerkungen) | Höchstplatzierung, Gesamtwochen, AuszeichnungChartplatzierungen (Jahr, Titel, Album, Platzierungen, Wochen, Auszeichnungen, Anmerkungen) | Höchstplatzierung, Gesamtwochen, AuszeichnungChartplatzierungen (Jahr, Titel, Album, Platzierungen, Wochen, Auszeichnungen, Anmerkungen) | Höchstplatzierung, Gesamtwochen, AuszeichnungChartplatzierungen (Jahr, Titel, Album, Platzierungen, Wochen, Auszeichnungen, Anmerkungen) | Anmerkungen                                                                          |
| Jahr | Titel Album                           | DE | AT | CH | UK | US | SE | Anmerkungen                                                                          |
| ---- | ------------------------------------- | --- | --- | --- | --- | --- | --- | ------------------------------------------------------------------------------------ |
| 2003 | La La La (Never Give It Up) September | — | — | — | — | — | SE8 (22 Wo.)SE | Erstveröffentlichung: 2. Juni 2003                                                   |
| 2003 | We Can Do It September                | — | — | — | — | — | SE10 (12 Wo.)SE | Erstveröffentlichung: 3. November 2003                                               |
| 2004 | September All Over September          | — | — | — | — | — | SE8 (10 Wo.)SE | Erstveröffentlichung: 18. Februar 2004                                               |
| 2005 | Satellites In Orbit                   | — | — | — | UK— SilberUK | — | SE4 Platin · (29 Wo.)SE | Erstveröffentlichung: 6. Juli 2005                                                   |
| 2005 | Looking for Love In Orbit             | — | — | — | — | — | SE17 (13 Wo.)SE | Erstveröffentlichung: 19. Oktober 2005                                               |
| 2006 | Cry for You In Orbit / Dancing Shoes  | DE11 (17 Wo.)DE | AT7 (31 Wo.)AT | CH6 (21 Wo.)CH | UK5 Gold · (23 Wo.)UK | US74 Gold · (10 Wo.)US | SE6 Gold · (17 Wo.)SE | Erstveröffentlichung: 29. November 2006 Charteinstieg im restlichen Europa erst 2008 |
| 2007 | Can’t Get Over Dancing Shoes          | — | — | — | UK14 (6 Wo.)UK | — | SE5 (15 Wo.)SE | Erstveröffentlichung: 20. Juni 2007 Charteinstieg in UK erst 2009                    |
| 2007 | Until I Die Dancing Shoes             | — | — | — | — | — | SE5 (5 Wo.)SE | Erstveröffentlichung: 7. November 2007                                               |
| 2008 | Because I Love You Gold               | — | — | — | — | — | SE43 (5 Wo.)SE | Erstveröffentlichung: 26. November 2008                                              |
| 2010 | Mikrofonkåt Love CPR                  | — | — | — | — | — | SE1 ×8Achtfachplatin · (41 Wo.)SE | Erstveröffentlichung: 12. November 2010                                              |
| 2010 | Resuscitate Me Love CPR               | — | — | — | — | — | SE45 (2 Wo.)SE | Erstveröffentlichung: 19. November 2010                                              |
| 2010 | Vem ska jag tro på Love CPR           | — | — | — | — | — | SE46 (1 Wo.)SE | Erstveröffentlichung: 6. Dezember 2010                                               |
| 2010 | Kärlekens tunga Love CPR              | — | — | — | — | — | SE6 Platin · (28 Wo.)SE | Erstveröffentlichung: 6. Dezember 2010                                               |
| 2010 | Baksmälla Love CPR                    | — | — | — | — | — | SE3 Platin · (25 Wo.)SE | Erstveröffentlichung: 8. Dezember 2010 mit Petter                                    |
| 2011 | Party in My Head Love CPR             | — | — | — | — | — | SE32 (11 Wo.)SE | Erstveröffentlichung: 11. Juli 2011                                                  |
| 2012 | Händerna mot himlen Inferno           | — | — | — | — | — | SE2 ×6Sechsfachplatin · (53 Wo.)SE | Erstveröffentlichung: 14. September 2012                                             |

Weitere Singles
- 2006: Flowers on the Grave
- 2006: It Doesn’t Matter
- 2008: Breathe (mit Schiller)
- 2011: Me & My Microphone
- 2012: Hands Up
- 2012: A Fairytale of New York (mit PP3 Music Aid)
- 2013: Sanningen
- 2013: Förlorad värld
- 2014: Cecilia
- 2015: Det som händer i Göteborg
- 2015: Som du bäddar
- 2016: Kidz (mit Linnea Henriksson)
- 2016: Alla känner apan

## Auszeichnungen für Musikverkäufe
| Goldene Schallplatte - Australien - 2008: für die Single Cry for You - Kanada - 2008: für die Single Cry for You - Polen - 2007: für das Album In Orbit | Platin-Schallplatte - Dänemark - 2009: für die Single Cry for You 3× Platin-Schallplatte - Norwegen - 2014: für die Single Händerna mot himlen |

Anmerkung: Auszeichnungen in Ländern aus den Charttabellen bzw. Chartboxen sind in ebendiesen zu finden.
| Land/RegionAuszeichnungen für Musikverkäufe (Land/Region, Auszeichnungen, Verkäufe, Quellen) | Silber  | Gold     | Platin       | Verkäufe | Quellen                  |
| -------------------------------------------------------------------------------------------- | ------- | -------- | ------------ | -------- | ------------------------ |
| Australien (ARIA)                                                                            | —       | Gold1    | —            | 35.000   | aria.com.au              |
| Dänemark (IFPI)                                                                              | —       | —        | Platin1      | 15.000   | ifpi.dk                  |
| Kanada (MC)                                                                                  | —       | Gold1    | —            | 20.000   | musiccanada.com          |
| Norwegen (IFPI)                                                                              | —       | —        | 3× Platin3   | 30.000   | ifpi.no                  |
| Polen (ZPAV)                                                                                 | —       | Gold1    | —            | 10.000   | olis.pl                  |
| Schweden (IFPI)                                                                              | —       | Gold1    | 20× Platin20 | 790.000  | sverigetopplistan.se SE2 |
| Vereinigte Staaten (RIAA)                                                                    | —       | Gold1    | —            | 500.000  | riaa.com                 |
| Vereinigtes Königreich (BPI)                                                                 | Silber1 | Gold1    | —            | 600.000  | bpi.co.uk                |
| Insgesamt                                                                                    | Silber1 | 6× Gold6 | 24× Platin24 |          |                          |